# Аркуата-Скривія
Аркуата-Скривія (італ. Arquata Scrivia, п'єм. Arquà) — муніципалітет в Італії, у регіоні П'ємонт,  провінція Алессандрія.
Аркуата-Скривія розташована на відстані близько 430 км на північний захід від Рима, 105 км на південний схід від Турина, 33 км на південний схід від Алессандрії.
Населення — 6385 осіб (2014).
Щорічний фестиваль відбувається 15 серпня. Покровителька — Богородиця Небовзята.

## Демографія
Населення за роками:

Станом на 1 січня 2023 року в муніципалітеті офіційно проживало 770 іноземців з 55 країн, серед них 271 громадянин країн Євросоюзу та 33 громадяни України.

## Сусідні муніципалітети
- Гаві
- Грондона
- Ізола-дель-Кантоне
- Серравалле-Скривія
- Віньоле-Борбера
- Вольтаджо